# Alfred de Dreux
Pierre-Alfred Dedreux, care și-a semnat lucrările ca Alfred de Dreux (n. 23 martie 1810, Paris, Primul Imperiu Francez – d. 5 martie 1860, Paris, Franța) a fost un portretist și pictor de animale francez, cel mai bine cunoscut pentru scenele sale cu cai.

## Biografie

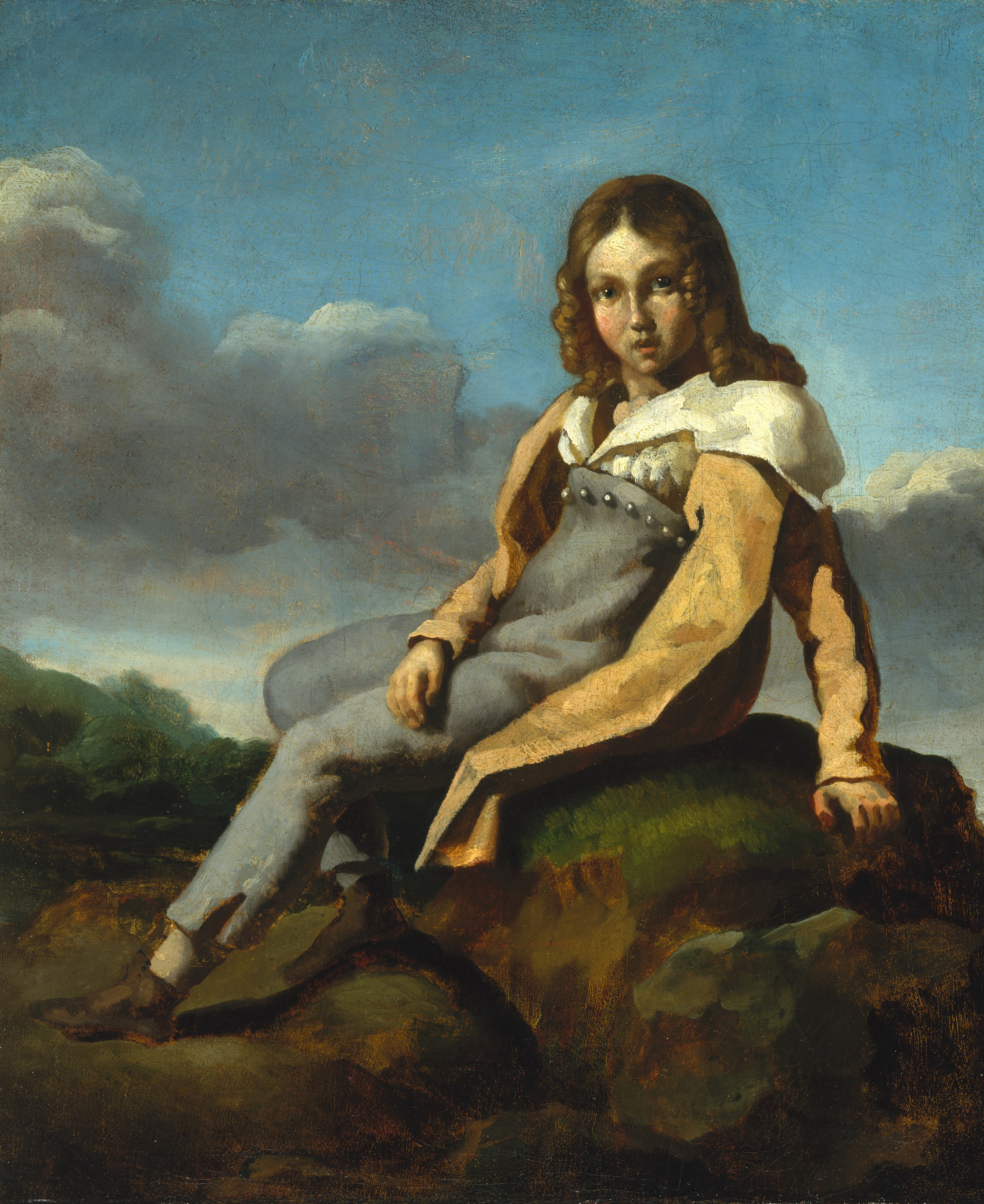
Portretul lui Alfred de Dreux ca un băiat de aproximativ 10 ani, de Théodore Géricault

Alfred de Dreux s-a născut în 1810 într-o familie privilegiată și plină de culoare. A fost primul copil și singurul fiu al arhitectului Pierre-Anne Dedreux (1788-1834). Sora sa, Élise (1812-1846) a fost mama scriitorului Louis Becq de Fouquières⁠(d). După ce tatăl său a câștigat Prix de Rome pentru arhitectură în 1815, a locuit la Villa Médicis din Roma. Pe când era acolo, Théodore Géricault, un prieten al familiei, a făcut portrete lui (în imagine) și Élisei.
În 1823, la îndemnul unchiului său, pictorul Pierre-Joseph Dedreux-Dorcy⁠(d), a început să studieze arta cu Géricault, care era prieten de familie și iubitor de cai. Mai târziu, a studiat la studioul lui Léon Cogniet. În acest moment, caii deveniseră subiectul său preferat. Prima sa expoziție la Salon⁠(d) a avut loc în 1831 cu tabloul Interieur del Salon, care i-a adus imediat faima. În anul următor, un portret ecvestru al ducelui d'Orléans i-a asigurat intrarea pentru un post în atelierele lui Eugène Isabey.
Din 1840, a început celebra serie de portrete ale cailor din grajdurile ducelui d'Orléans. Scènes Equestres a fost finalizată în 1842 și Petits Scènes Equestres în 1847. Dreux a făcut un al doilea portret al Ducelui împreună cu gărzile sale. Regele Ludovic-Filip a fost atât de încântat de acesta încât l-a invitat pe Dreux să-l însoțească într-o călătorie oficială în Anglia. După revoluția din 1848, familia regală franceză a emigrat în Anglia, unde Dreux a devenit un vizitator frecvent. A efectuat multe călătorii acolo în următorii câțiva ani, unde pasiunea englezilor pentru cai și vânătoarea de vulpi i-a câștigat multe comenzi din partea aristocrației engleze.
S-a întors la Paris în 1852 și a deschis un atelier unde a realizat mai multe portrete ecvestre, de data aceasta ale împăratului Napoleon al III-lea și ale familiei sale, dar a continuat să facă călătorii frecvente în Anglia. În 1857, a început să împartă o garsonieră cu Paul Gavarni⁠(d), pe care l-a cunoscut acolo. A murit din cauza unui abces la ficat care se dezvoltase în timpul unei șederi în Anglia, după cum reiese din scrisorile adresate familiei sale, deși mai târziu a circulat un zvon că a murit într-un duel cu contele Fleury, aghiotantul lui Napoleon. Acest zvon este uneori atribuit lui Charles Blanc⁠(d). În 1951, a fost repetat într-o carte de memorii a nepotului lui Dreux, scriitorul André de Fouquières.
Logo-ul Hermès International se bazează pe un desen al lui Dreux.

## Picturi (selecție)

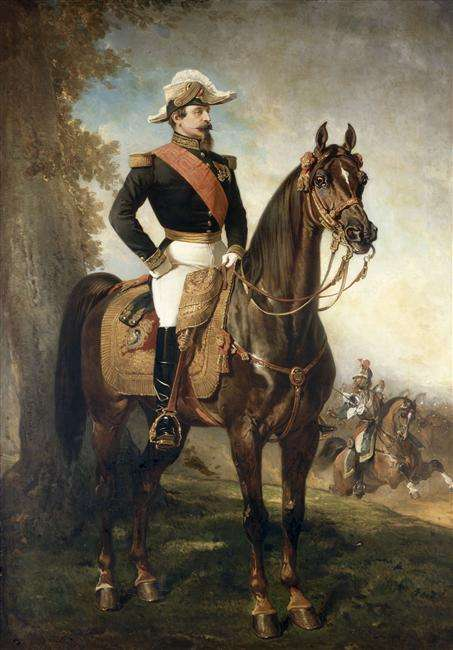
Portret ecvestru al lui Napoleon al III-lea
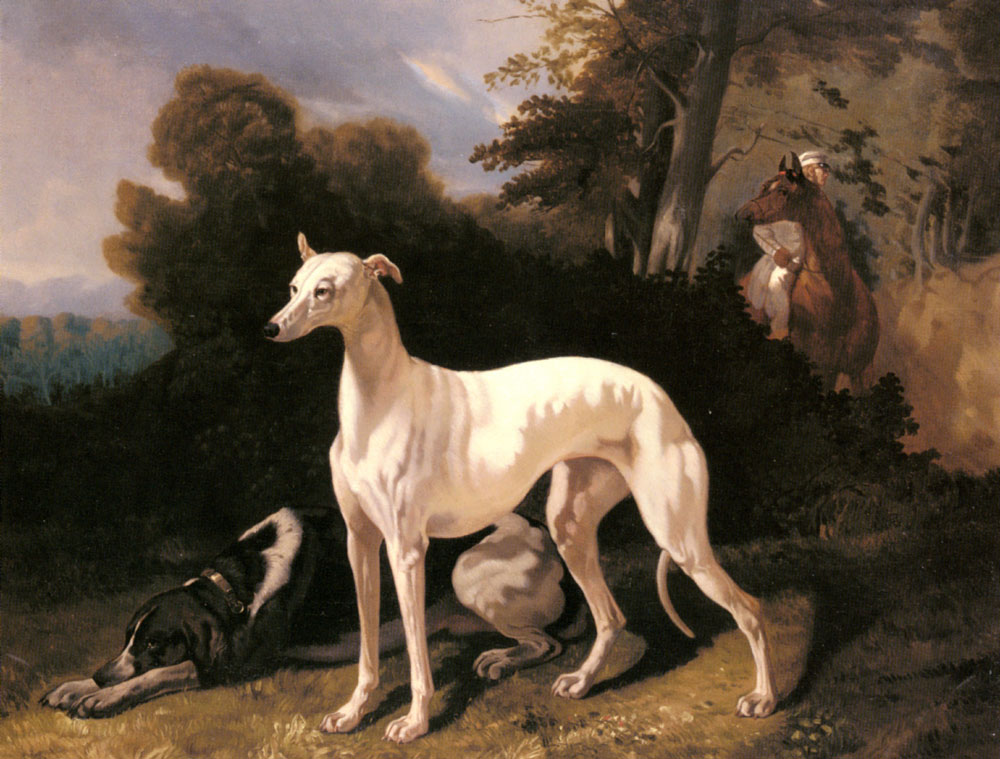
Greyhound și Spaniel
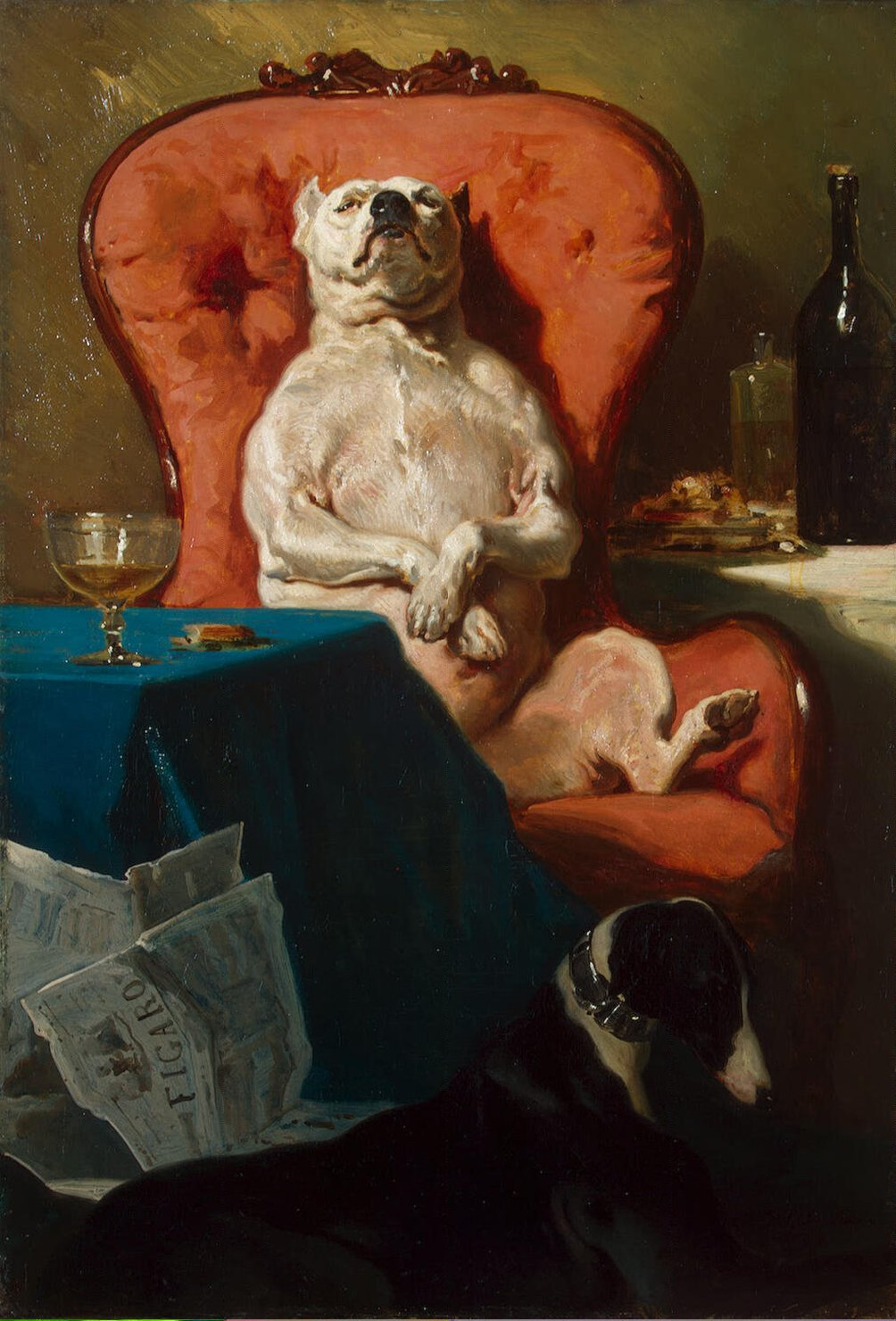
Pug Dog in an Armchair, acum la Muzeul Ermitaj
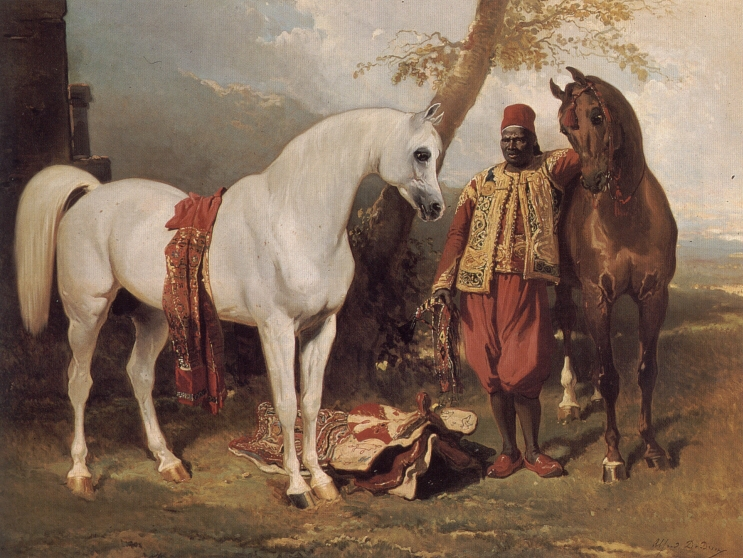
The Mounts of Abd El Kader
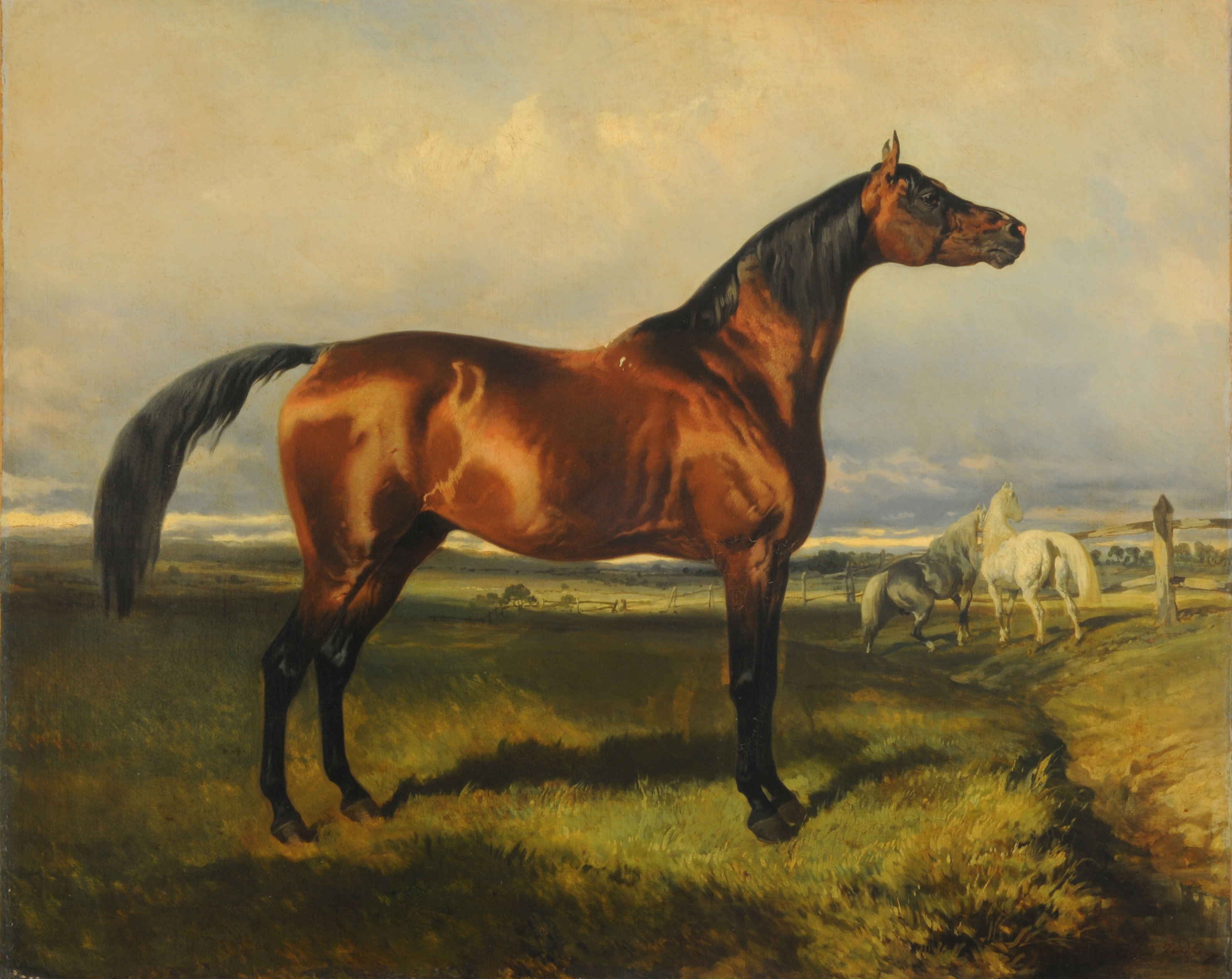
Cai sălbatici